# Підкіпкові
Підкіпкові (Brachypteraciidae) — родина птахів ряду сиворакшоподібних (Coraciiformes). Містить 6 видів, з яких один вимер в доісторичний період.

## Поширення
Всі представники родини є ендеміками Мадагаскару.

## Опис
Птахи середніх розмірів. Тіло завдовжки 25-49 см. Зовні підкіпкові схожі на сиворакшових, проте більше пристовані до наземного життя. У підкіпкових довші ноги, менші, округлі крила та менш яскраве забарвлення.

## Спосіб життя
Мешкають у тропічному дощовому лісі або вологих рідколіссях. Підкіпкові живляться комахами, дрібними плазунами та ссавцями. Поживу шукають на землі. На дерева піднімаються лише для відпочинку або рятуючись від небезпеки. Гнізда облаштовують у норах, які самі ж викопують.

## Види
- Тонкодзьоба підкіпка (Atelornis)
  - Підкіпка рудоголова (Atelornis crossleyi)
  - Підкіпка білогорла (Atelornis pittoides)
- Підкіпка (Brachypteracias)
  - † Brachypteracias langrandi
  - Підкіпка коротконога (Brachypteracias leptosomus)
- Geobiastes
  - Підкіпка чорновуса ( Geobiastes squamiger)
- Довгохвоста підкіпка (Uratelornis)
  - Підкіпка довгохвоста (Uratelornis chimaera)